# Калниболотскаја
Калниболотскаја (рус. Калниболотская) насељено је место руралног типа (станица) на југозападу европског дела Руске Федерације. Налази се на североистоку Краснодарске покрајине и административно припада њеном Новопокровском рејону.
Према статистичким подацима Националне статистичке службе Русије за 2010. у насељу је живело 5.722 становника и друго је по величини насеље у припадајућем му рејону, одмах после станице Новопокровскаје.

## Географија
Станица калниболотскаја се налази у североисточном делу Краснодарског краја, односно у западном делу припадајућег му Новопокровског рејона. Лежи у ниској степи Кубањско-приазовске низије, на месту где се у реку Јеју улива поток Терновка. Село се налази на надморској висини од 44 метра.
Село се налази на око 28 километара северозападно од рејонског центра Новопокровскаје станице.

## Историја
Село су 1794. основали црноморски Козаци као једно од првих 40 козачких насеља на Кубану, а насеље је име добило по селу Калниболото одакле су досељени његови становници (данас је то град Катеринопољ у Украјини).
У периоду 1934—1953. станица Калниболотскаја је била седиште истоименог, Калниболотског рејона.

## Демографија
Према подацима са пописа становништва 2010. у селу је живело 5.722 становника.
| 2002. | 2010. |
| ----- | ----- |
| 6.494 | 5.722 |